# المسيد (الشرقية)
قرية المسيد هي إحدى القرى التابعة لمركز أبو حماد في محافظة الشرقية في جمهورية مصر العربية. حسب إحصاءات سنة 2006، بلغ إجمالي السكان في المسيد 4255 نسمة، منهم 2145 رجل و2110 امرأة.

## التاريخ
قرية المسيد من القرى القديمة، حيث وردت في المسالك والممالك لابن خرداذبة باسم «مسجد قضاعة» بين بلبيس وفاقوس، كما وردت باسم «الكننا» المعروفة بـ «مسجد قضاعة» في أعمال الشرقية ضمن قرى الروك الصلاحي التي أحصاها ابن مماتي في كتاب قوانين الدواوين. كما وردت مُحرّفة باسم «الكتبا» في أعمال الشرقية ضمن قرى الروك الناصري التي أحصاها ابن الجيعان في كتاب «التحفة السنية بأسماء البلاد المصرية». وفي العصر العثماني كان اسمها «المسجد الأصفر» في التربيع العثماني الذي أجراه الوالي العثماني سليمان باشا الخادم في عصر السلطان العثماني سليمان القانوني ضمن قرى ولاية الشرقية، وفي تاريخ 1228هـ/1813م الذي عدّ قرى مصر بعد المسح الذي قام به محمد علي باشا باسم «الكننه» وهي «المسيد» ضمن قرى مديرية الشرقية. ثم استقر الاسم رسميًا على «المسيد» منذ سنة 1236هـ/1821م، ولا يزال هناك حوض زراعي يحمل اسم «الكننه» ضمن أراضيها الزراعية. وكانت المسيد مشتركة مع أبو حماد ماليًا في زمام واحد حتى سنة 1351هـ/1932م حيث صدر قرار بفصلهما عن بعضهما البعض. ويُذكر أن القرية كانت تابعة لمركز الزقازيق حتى أنشئ مركز أبو حماد سنة 1359هـ/1940م، فألحقت به لقربها منه.